# Hačimantai (Iwate)

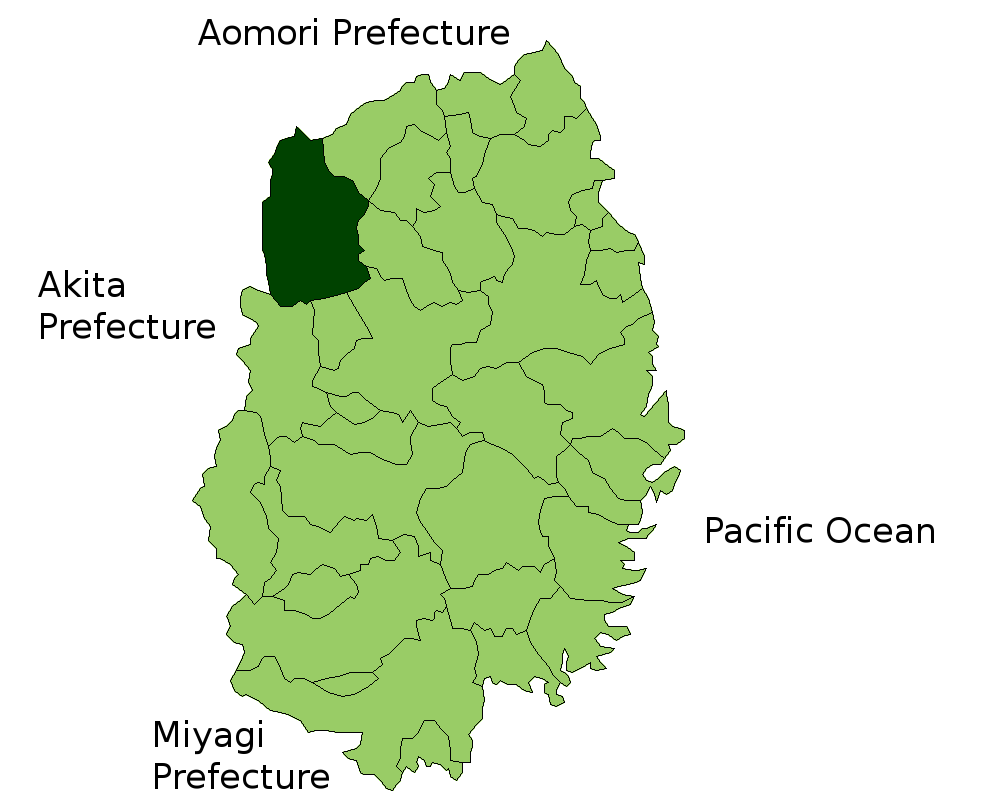
Město Hačimantai na mapě prefektury Iwate

Hačimantai (japonsky: 八幡平市, Hačimantai-ši) je město ležící v japonské prefektuře Iwate na ostrově Honšú.
K 1. březnu 2008 mělo město 29 913 obyvatel a celkovou rozlohu 862,25 km².
Město vzniklo 1. září 2005 spojením měst Aširo a Nišine a vesnice Macuo, které všechny patřily do okresu Iwate.